# WSG Verden
Die WSG Verden (offiziell: Wehrmacht Sportgemeinschaft Verden) war ein Sportverein aus Verden (Aller). Die Fußballmannschaft spielte ein Jahr in der seinerzeit erstklassigen Gauliga Osthannover.

## Geschichte
Der Verein wurde um das Jahr 1940 gegründet. Drei Jahre später wurde die Mannschaft in die neu geschaffene Gauliga Osthannover aufgenommenen. Dort waren die Verdener in der Aufstiegssaison 1943/44 sportlich überfordert. Sie verloren mit 1:10 bei der Kriegsspielgemeinschaft Bremerhaven 93/Leher TS und gar mit 3:15 beim Cuxhavener SV. Der einzige Saisonsieg gelang am Grünen Tisch, da Sparta Bremerhaven nicht antrat. In der Saison 1944/45 mussten die Verdener Spiele gegen den MSV Lüneburg und bei Reichsbahn Lehrte wegen Reiseschwierigkeiten abgesagt werden. Die Spiele wurden für die jeweilige Heimmannschaft als gewonnen gewertet. Anschließend wurde die Meisterschaft kriegsbedingt abgebrochen. Der Verein wurde später aufgelöst.